# Ana María Matute
Ana María Matute Ausejo (26. července 1925, Barcelona – 25. června 2014, Barcelona) byla španělská spisovatelka, laureátka Cervantesovy ceny za rok 2010.

## Biografie
Narodila se v pořadí jako druhé z pěti dětí, její otec byl Katalánec, matka Španělka. Od roku 1996 byla členkou vážené společnosti Real Academia Española (RAE).

## Literární dílo
Ve svých dílech se opětovně navrací k tématu Španělské občanské války (viz trilogie Kramáři, román Mrtvé děti aj.), věnovala se avšak také literatuře pro děti.

### České a slovenské překlady
- Luční kobylka (orig. 'El saltamontes verde'). 1. vyd. Praha: Portál, 1994. 70 S. Překlad: Luděk Hartel. (Žánr: pohádka pro děti)
- Mŕtve deti (orig. 'Los hijos muertos'). 1. vyd. Bratislava: Slovensky spisovateľ, 1984. 513 S. Překlad: Jarmila Srnenská.
- Paulina (orig. 'Paulina'). 1. vyd. Bratislava: Mladé letá, 1979. 148 S. Překlad: Elena Račková.
- Sviatok na severozápade (orig. 'Fiesta al Noroeste'). 1. vyd. Bratislava: Slov. spisovateľ, 1977. 274 S. Překlad a doslov: Jarmila Srnenská.
- Černý pasažér z Odyssea (orig. 'El polizón del Ulises'). 1. vyd. Praha: Albatros, 1976. 101 S. Překlad: Alena Ondrušková.
- Kramáři (orig. 'Los Mercaderes'; trilogie: 1. První vzpomínky, 2. Vojáci pláčou v noci, 3. Past). 1. vyd. Praha: Odeon, 1973. Překlad a doslov: Alena Ondrušková.
- Mrtvé děti (orig. 'Los hijos muertos'). 1. vyd. Praha: SNKLU, 1964. 413 S. Překlad a doslov: Miloš Veselý.